# Trichocerca chattoni
Trichocerca chattoni is een raderdiertjessoort uit de familie Trichocercidae. De wetenschappelijke naam van deze soort is voor het eerst geldig gepubliceerd in 1907 door Beauchamp.